# Bregovina
Bregovina (izvirno srbsko Бреговина) je naselje v Srbiji, ki upravno spada pod Občino Prokuplje; slednja pa je del Topliškega upravnega okraja.

## Demografija
V naselju, katerega izvirno (srbsko-cirilično) ime je Бреговина, živi 69 polnoletnih prebivalcev, pri čemer je njihova povprečna starost 62,2 let (61,6 pri moških in 63,0 pri ženskah). Naselje ima 37 gospodinjstev, pri čemer je povprečno število članov na gospodinjstvo 1,89.
To naselje je popolnoma srbsko (glede na rezultate popisa iz leta 2002).
|  |

| Demografija | Demografija     | Demografija     |
| Leto        | Št. prebivalcev | Št. prebivalcev |
| ----------- | --------------- | --------------- |
|             |                 |                 |
|             |                 |                 |
|             |                 |                 |
|             |                 |                 |
| 1948        | 378             |                 |
| 1953        | 411             |                 |
| 1961        | 329             |                 |
| 1971        | 229             |                 |
| 1981        | 154             |                 |
| 1991        | 101             | 101             |
| 2002        | 70              | 70              |
|             |                 |                 |

| Etnična sestava po popisu iz leta 2002 | Etnična sestava po popisu iz leta 2002 | Etnična sestava po popisu iz leta 2002 | Etnična sestava po popisu iz leta 2002 | Etnična sestava po popisu iz leta 2002 |
| -------------------------------------- | -------------------------------------- | -------------------------------------- | -------------------------------------- | -------------------------------------- |
| Srbi                                   | Srbi                                   |                                        | 70                                     | 100,0%                                 |
| Neznano                                | Neznano                                |                                        | 0                                      | 0,0%                                   |